# Perdita navarretiae
Perdita navarretiae är en biart som beskrevs av Timberlake 1958. Perdita navarretiae ingår i släktet Perdita och familjen grävbin. Inga underarter finns listade i Catalogue of Life.